# Portmarnock Golf Club
De Portmarnock Golf Club is een beroemde en beruchte golfclub in Ierland.
De club werd in 1894 opgericht en had toen een 9-holes golfbaan die was aangelegd door William Picheman. Het land was eigendom van John Jameson, fabrikant van de beroemde Ierse Jameson whiskey en nazaat van zijn Schotse naamgenoot, die de distilleerderij in Dublin oprichtte. Twee jaar later werd de baan uitgebreid tot 18 holes.

## Beroemd
De golfbaan behoort tot de mooiste links-banen van Ierland net als Muirfield, Royal St George's en Royal Porthcawl.

De club ontving de eerste editie van het Iers Open, en zou daarna nog menigmaal als gastheer optreden. Andere beroemde toernooien die er gespeeld werden zijn het Brits Amateur (1949), de Canada Cup (1960) en de Walker Cup (1991).

## Berucht
Portmaenock liet geen vrouwen lid worden van de club. In 2003 kwam het tot een rechtszaak tegen de discriminatie, en verbood de rechter drankverkoop voor een week. Twee rechtszaken volgden, in 2005 en 2007, maar nog steeds mogen alleen mannen lid worden. Vrouwen mogen wel op de baan spelen.
In 1999 werd er een hotel naast gebouwd, waarbij de Paortmarnock Links course ligt. Ter onderscheid wordt de baan van de Portmarnock vaak de Portmarnock Old course genoemd.